# Les Deux Gosses (film, 1923)
Pour les articles homonymes, voir Les Deux Gosses.
Pour plus de détails, voir Fiche technique et Distribution.
Les Deux Gosses (Jealous Husbands) est un film muet américain de Maurice Tourneur, sorti en 1923.

## Synopsis
Ramón Martínez est un mari jaloux qui croit que sa femme le trompe lorsqu'elle ne veut pas lui expliquer d'où elle vient. En fait elle était allée chez sa belle-sœur Carmen, qui était l'objet d'un chantage d'un ancien amant à propos de leur enfant. De ce fait, il a des doutes quant à sa propre paternité à propos de leur fils Bobbie, et pour punir sa femme, il confie ce dernier à des bohémiens... À la fin Bobbie reviendra pour innocenter sa mère et la famille sera réunie de nouveau. 

## Fiche technique
- Titre : Les Deux Gosses
- Titre original : Jealous Husbands
- Réalisation : Maurice Tourneur
- Scénario : Fred Myton, d'après le roman Les Deux Gosses de Pierre Decourcelle
- Photographie : Scott R. Beal
- Production : M. C. Levee
- Société de production : Maurice Tourneur Productions
- Société de distribution : Associated First National Pictures
- Pays d'origine :  États-Unis
- Langue originale : anglais
- Format : noir et blanc — 35 mm — 1,37:1 — Muet
- Genre : Mélodrame
- Durée : 85 minutes
- Date de sortie :
  - États-Unis : 12 novembre 1923

## Distribution
- Earle Williams : Ramón Martínez
- Jane Novak : Alice Martínez
- Ben Alexander : Bobbie
- Don Marion : Sliver
- George Siegmann : « Red » Lynch
- Emily Fitzroy : Amaryllis
- Bull Montana : « Portland Kid »
- J. Gunnis Davis : « Sniffer Charlie »
- Carl Miller : Harvey Clegg
- Wedgwood Nowell : George Conrad
- Carmelita Geraghty : Carmen Inez